# Wianorostka
Wianorostka (Loeflingia) – rodzaj roślin z rodziny goździkowatych. Obejmuje trzy gatunki (w niektórych ujęciach wyodrębnianych jest 7 gatunków) występujące w basenie Morza Śródziemnego i w Azji południowo-zachodniej (na wschodzie po Iran), na Wyspach Kanaryjskich oraz w południowo-zachodniej części Ameryki Północnej.
Nazwa naukowa rodzaju upamiętnia szwedzkiego botanika i podróżnika, ucznia Karola Linneusza – Pehra Loeflinga (1729-1756).

## Morfologia
PokrójRośliny jednoroczne z cienkim korzeniem palowym.
ŁodygaPokładająca się lub wzniesiona, zwykle rozgałęziająca się dychotomicznie u nasady, na przekroju obła.
LiścieNaprzeciwległe, siedzące. W każdym węźle dwa przylistki, srebrzyste, igiełkowate. Blaszka liściowa z jedną wiązką przewodzącą, szydlasta do eliptycznej, na szczycie zaostrzona, często z długim, ościstym końcem.
KwiatyWyrastają pojedynczo, czasem po dwa, z kątów liści. Działki kielicha równowąskie do lancetowatych, od ok. 2 do ponad 6 mm długości, zielone, na brzegu biało obłonione lub całe błoniaste, na szczycie zaostrzone, czasem sztywne i kolące. Płatki korony szczątkowe lub całkiem zredukowane. Pręciki 3 do 5. Słupki trzy z krótkimi, nitkowatymi szyjkami, rozdzielającymi się na trzy łatki znamion.
OwoceTorebki wąsko podługowate do jajowatych, otwierające się trzema klapami. Zawierają od 25 do 35 pomarańczowych z ciemniejszym paskiem nasion łezkowatego kształtu, drobno brodawkowatych.

## Systematyka
Rodzaj zaliczany jest do plemienia Polycarpeae i podrodziny Paronychioideae w obrębie rodziny goździkowatych. 
Wykaz gatunków
- Loeflingia baetica Lag.
- Loeflingia hispanica L.
- Loeflingia squarrosa Nutt.